# Khalid bin Abd Allah bin Abd al-Rahman Al Sa'ud
Khālid bin Abd Allāh bin ʿAbd al-Raḥmān Āl Saʿūd (in arabo خالد بن عبدالله بن عبد الرحمن آل سعود‎?; Ta'if, 1937 – 12 gennaio 2021) è stato un principe e imprenditore saudita, membro della famiglia reale Āl Saʿūd. Ha posseduto una vasta serie di interessi commerciali gestiti tramite la holding Mawarid ma era probabilmente meglio conosciuto per essere stato il proprietario della celebre e pluripremiata catena di allevamento di cavalli Juddmonte Farms. Come tale, è stata una delle figure di spicco del mondo delle corse di cavalli purosangue.

## Primi anni di vita
Khalid è nato a Ta'if nel 1937 ed è figlio del principe Abd Allah bin Abd al-Rahman, un fratellastro minore di re Abd al-Aziz. Come tale è cugino dei sei re, figli di Abd al-Aziz, che hanno regnato dopo la morte del padre.
Sua moglie, al-Jawhara bint Abd al-Aziz Al Sa'ud, è figlia di re Abd al-Aziz e di Hassa bint Ahmad al-Sudayri. È quindi sorella germana dei sette Sudayri, un gruppo che comprende il defunto re Fahd e l'attuale sovrano Salman. Al-Jawhara era nota per essere particolarmente vicina al suo defunto fratello Sultan.
Ha studiato storia negli Stati Uniti e a Riad e per un certo periodo ha lavorato al Ministero degli Affari Esteri. Ha poi intrapreso una carriera di grande successo nel mondo degli affari, iniziando l'apprendistato sotto la guida di Sulaiman S. Olayan.

## Carriera negli affari
La principale attività imprenditoriale di Al Sa'ud è la holding Mawarid, una delle più grandi e diversificate imprese private dell'Arabia Saudita con ampi interessi nei settori finanziario, manifatturiero, edile, delle forniture mediche, del catering, delle telecomunicazioni e dei media. Uno studio sulle attività commerciali dei membri della dinastia Saudita pubblicato nel 2001 elenca 65 entità separate in cui il principe Khalid ha un qualche tipo di interesse. Tra le altre, è proprietario della Orbit Communications Company. Fino all'8 febbraio 2009 è stato presidente del consiglio di amministrazione di Saudi Chemical Company e di Saudi Arabian Amiantit Company.
All'inizio degli anni 2000 ha lasciato molte responsabilità della conduzione delle sue imprese ai quattro figli.
Nel 1990 la sua ricchezza è stata stimata dalla rivista Fortune a circa un miliardo di dollari.

## Corse di cavalli

### Sviluppo
Anche se il padre possedeva cavalli, Khalid inizialmente non era interessato al mondo le corse. L'introduzione in questo sport è stata una visita al Longchamp con gli amici nel 1956. Nonostante questo, non ha posseduto cavalli da corsa fino alla fine degli anni '70. In un anno ha acquistato diversi animali segnando l'inizio degli investimenti su larga scala nel settore delle corse di cavalli da parte degli imprenditori del Medio Oriente che hanno trasformato questo sport.
Il suo primo consigliere di corsa è stato dal 1977 l'ex allenatore Humphrey Cottrill che per lui ha acquistato quattro animali alla vendita annuale di Newmarket. L'anno successivo il principe Khalid ha acquistato i primi due lotti nelle vendite di Houghton e Newmarket, tra i quali vi era il preziosissimo Sand Hawk, per il quale ha pagato una cifra record di 264 000 ghinee che però si è dimostrato sostanzialmente una delusione. Un altro suo acquisto è stato Convention per il quale ha pagato 1,4 milioni di ghinee nel 1983. Cottrill e l'allenatore Jeremy Tree avevano acquistato per 225 000 dollari il puledro baio scuro In Reality alle vendite di Keeneland nel 1978. Questo, come Known Fact, nell'autunno del 1979 ha vinto la Middle Park Stakes e poi, complice la squalifica di Nureyev alla 2000 Guineas Stakes, ha vinto anche la Queen Elizabeth II Stakes.
La vittoria nella 2000 Guineas Stakes non è stata solamente la sua prima vittoria in una delle British Classics ma la prima di un qualsiasi proprietario arabo. I suoi primi successi risalivano però alla stagione precedente, quando Charming Native si è classificato prima a Windsor e Abeer aveva conseguito la sua prima vittoria al Royal Ascot con la sua vittoria alla Queen Mary Stakes.

### Successi

La divisa di corsa dei suoi fantini.

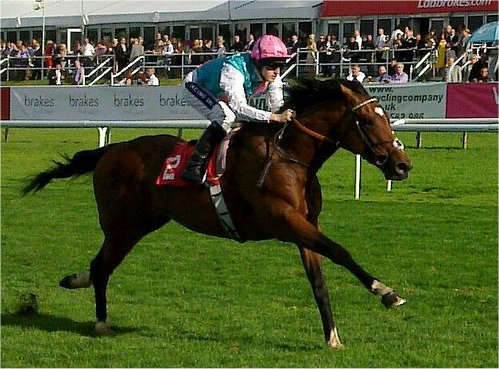
Il celebre Frankel.

La divisa di corsa di Al Sa'ud, di sete verde con maniche bianche e una fascia e berretto rosa, è diventata ben presto una presenza costante nel recinto del vincitore in tutte le corse classiche del mondo. Nel 1985 Rainbow Quest ha vinto il Prix de l'Arc de triomphe. L'anno successivo Dancing Brave ha doppiato il successo e ha vinto la 2000 Guineas Stakes e la King George VI and Queen Elizabeth Stakes. Inoltre, Dancing Brave ha mancato solo per poco la vittoria al derby di Epsom.
Nel 1982 Fine Edge è diventato il primo cavallo allevato nelle scuderie di Newmarket a vincere una scorsa. Nelle sue Juddmonte Farms, dalla sua fattrice d'allevamento Slightly Dangerous e da Known Fact è poi nato Warning che è diventato campione d'Europa nella stagione del 1988. Sorprendentemente, il principe Khalid ha continuato a vincere tutte le cinque corse British Classic con cavalli inglesi. Quest'For Fame, figlio di Rainbow Quest, ha vinto il primo derby di Epsom nel 1990, seguito da Commander In Chief, figlio di Dancing Brave, nel 1993 e infine dal discendente di quarta generazione di Juddmonte, Workforce, che ha infranto il record del derby di Epsom con la sua vittoria del 2010. Toulon ha vinto la St Leger Stakes del 1991 mentre Zafonic ha vinto la 2000 Guineas Stakes due anni più tardi, come ha fatto Frankel nel 2011. Reams of Verse ha vinto l'Epsom Oaks nel 1997 e Wince ha vinto la 1000 Guineas Stakes nel 1999. Nella stessa corsa, nel 2010, ha vinto Special Duty.
Frankel, vincitore non solo delle 2000 Guineas Stakes ma anche di molteplici Group One per razze, inclusi quelli sponsorizzati dalle sue Juddmonte Farms a York, è stato allevato dal principe Khalid attraverso tre generazioni tramite la sua cavalla Kind. Frankel è stato allenato da Robert J. Frankel che in precedenza aveva allenato i cavalli del principe in America. Molti considerano Frankel come uno dei più grandi cavalli da corsa di tutti i tempi.
Le Juddmonte Farms hanno fatto piazza pulita dei trofei anche nelle competizioni francesi. Sanglamore, ha vinto il Prix du Jockey Club nel 1990, mentre Houseproud, Zenda e Special Duty hanno vinto il Poule d'Essai des Pouliches nel 1990, 2002 e 2010. Jolypha e Nebraska Tornado hanno vinto il Prix de Diane rispettivamente nel 1992 e nel 2003. Raintrap e Sunshack hanno vinto il Prix Royal-Oak nel 1993 e 1995. American Post ha vinto il Poule d'Essai des Poulains nel 2004. Infine, vi è stata la vittoria di Rail Link nel Prix de l'Arc de Triomphe del 2006, un successo ripetuto da Workforce nel 2010. Quest'ultimo è stato solo il sesto cavallo nella storia ad aver vinto sia la Poule che l'Arc.
In Irlanda l'elenco delle vittorie della Juddmonte Farms includono la vincita di Irish Oaks al Wemyss Bight and Bolas nel 1993 e nel 1994. In America del Nord, i cavalli vincenti includono Empire Maker, vincitore delle Belmont Stakes nel 2003, e Flute vincitore della Kentucky Oaks nello stesso anno. Le cavalle campionesse dell'Eclipse Award includono Ryafan nel 1997, Banks Hill nel 2001 e Intercontinental nel 2005. Le ultime due di queste hanno vinto anche la Breeders' Cup Filly & Mare Turf, che è stato vinto anche nel 2009 da Midday, già tre volte vincitrice del Nassau Stakes a Goodwood.

### Riconoscimenti
In Nord America, Al Sa'ud ha ricevuto un Eclipse Award come migliore proprietario nel 1992 e nel 2003. Ha ricevuto cinque premi come miglior allevatore nel 1995, 2001, 2002, 2003 e 2009. Nel 2003 è arrivato terzo nel campionato dei proprietari americani.
In Europa le sue 78 vittorie in Gran Bretagna e 58 vittorie in Francia lo hanno reso il proprietario campione in entrambi i paesi nel 2003. Nel 2010 grazie alle sue 74 vittorie negli ippodromi britannici ha vinto il British flat racing Champion Owner e un premio in denaro di oltre 3 milioni di sterline. Ha vinto il titolo britannico e le 3,2 milioni di sterline ancora una volta nel 2011 con 63 vittorie.
Nel 1983 è stato nominato membro onorario del The Jockey Club.

### Allenatori
I cavalli di Al Sa'ud sono stati inizialmente allenati da Jeremy Tree, al quale è stato introdotto da Humphrey Cottrill e da Guy Harwood, che ha allenato Dancing Brave. Il cerchio degli allenatori si è ampliato per includere Roger Charlton, Andre Fabre, Henry Cecil, Barry Hills, John Gosden, Pascal Bary e altri, così come Sir Michael Stoute ultimamente. Negli Stati Uniti, i suoi cavalli sono stati per lungo tempo curati da Bobby Frankel. Il sostegno del principe Khalid a Cecil ha contribuito a mantenere le stalle Warren Place nel periodo di crisi durato dalla fine degli anni '90 ai primi anni 2000.

### Juddmonte Farms
Nel 1982 ha acquistato le stalle Cayton Park a Wargrave nel Berkshire che ha ribattezzato Juddmonte Farms. A partire dai primi anni '80 ha raccolto una serie di cavalle accuratamente selezionate; le prime le ha acquistate da Robert Sangster. Nel 2011 queste rappresentano, secondo quanto dichiarato da Lord Grimthorpe in un'intervista concessa al Financial Times una delle più importanti selezioni.
Il ramo britannico della Juddmonte Farms include la Juddmonte Dullingham e la Estcourt Estate nel Gloucestershire, così come le stalle Side Hill e Banstead Manor a Newmarket. Lì, il principe Khalid mantiene diversi importanti stalloni, in particolare Dansili e Oasis Dream. Nel 2011 la sua quota di fee era di 65 000 e 85 000 Sterlina britannica rispettivamente per ciascuna cavalla gravida. Juddmonte possiede anche le stalle Ferrans e New Abbey in Irlanda, così come la Juddmonte Farm a Lexington dove risiede Empire Maker, vincitore delle Belmont Stakes e figlio della fattrice della Juddmonte Toussaud.
Le stalle in Gran Bretagna e Irlanda sono gestite da Philip Mitchell, che è stato assunto dalla Juddmonte come direttore generale delle operazioni europee nel 1988. John Chandler gestisce la filiera americana. Humphrey Cottrill è stato direttore delle corse e consigliere dal 1977 al suo ritiro nel 1982, quando è stato sostituito da Grant Pritchard-Gordon. A quest'ultimo nel 1998 è succeduto l'attuale direttore delle corse Lord Grimthorpe.
Al Sa'ud era responsabile dell'assegnazione dei cavalli agli allenatori e dell'approvazione delle liste di accoppiamento. In una rara intervista concessa al Racing Post nel 2010 ha detto che: "Quando ero alle vendite mi sono reso conto che sarebbe stato più facile comprare i cavalli e correre, ma ho avuto la sensazione che questo non fosse sufficiente, che sarebbe stato più divertente fare ciò che la gente come l'Aga Khan e Lord Howard de Walden hanno fatto e costruire le proprie famiglie". Ha detto inoltre che portava sempre con sé il suo libro genealogico.
Nel 2011 Juddmonte Farms dava lavoro a circa 250 persone e possedeva 700-800 cavalli in tutto il mondo, con uno stock di corsa di circa 250 esemplari. Quell'anno hanno comprato solo due esemplari e ne hanno venduti oltre cento. In un'intervista concessa al Financial Times Lord Grimthorpe ha detto che Juddmonte "non era gestito come un'operazione commerciale". Al Racing Post il principe Khalid ha dichiarato che le corse "sono ancora il mio unico hobby".

## Vita personale
Al Sa'ud era sposato con al-Jawhara bint Abd al-Aziz Al Sa'ud con la quale ha avuto quattro figli e tre figlie. Era suocero del principe Fahd bin Salman, figlio dell'attuale re Salman, che era sposato con sua figlia Nuf. Fahd era proprietario di Generous che ha vinto il derby nel 1991.
Suo figlio Sa'ud è stato vicepresidente del consiglio di amministrazione della Al-Mawarid Holding Company e vicepresidente del consiglio di amministrazione della Orbit Satellite Television and Radio Network.
È morto nel gennaio 2021.

## Residenze
Al Sa'ud possedeva residenze in Arabia Saudita e all'estero, vicino ai suoi diversi maneggi e agli ippodromi più celebri. Negli Stati Uniti era proprietario di una casa in Kentucky. In Europa possedeva una in Francia, sul Parc Monceau a Parigi, e nel Regno Unito a Londra, Newmarket e nel Kent dove possedeva Fairlawne Estate, presso Plaxtol, vicino Shipbourne che è grande mille acri.
In molti lo hanno descritto come diligentemente cortese e senza pretese.